# Notaspidium formiciforme
Notaspidium formiciforme is een vliesvleugelig insect uit de familie bronswespen (Chalcididae). De wetenschappelijke naam is voor het eerst geldig gepubliceerd in 1834 door Walker.